# Івасюк Микола Іванович
Мико́ла Іва́нович Івасю́к (нар. 14 квітня 1865, Заставна, Буковина, Австро-Угорщина (нині Чернівецька область, Україна) — пом. 25 листопада 1937, Київ, Українська РСР, СРСР) — український художник.
Жертва Сталінського великого терору.

## Життєпис

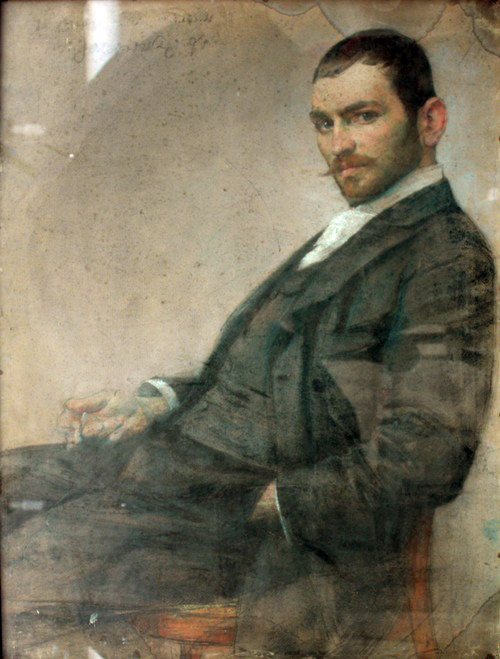
Микола Івасюк. Пастель. Художник Станіслав Яновський, 1894

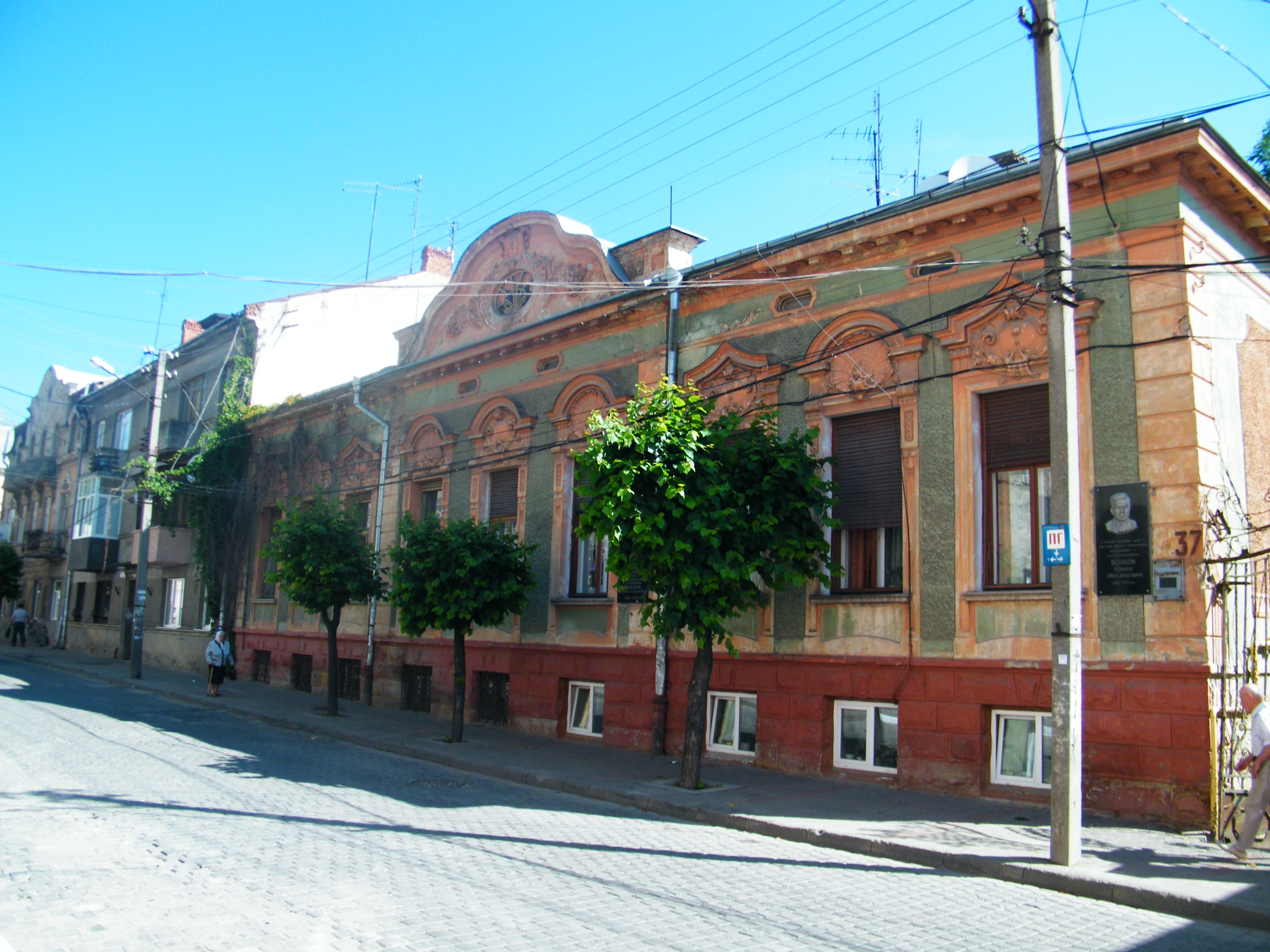
Будинок на вулиці Українській у Чернівцях, де мешкав Микола Іванович Івасюк

Народився у місті Заставна на Буковині. Батько був теслярем, мама — ґаздинею вдома. Батьки вчили його чесно жити, любити рідну землю. Однак навчання українця на землі України відбувалося і румунською, і німецькою, лише не рідною.
Після закінчення школи в Заставні вступив до Чернівецької вищої реальної школи, де професором живопису був перший на Буковині український художник-професіонал Юстин Пігуляк. Саме він виховував у Миколи любов до мистецтва, давав хлопцеві безплатні уроки з техніки та композиції живопису, знайомив із історією культури. Учень обрав історичний жанр (історію рідного народу, боротьбу за соціальне й національне визволення).
1884 р., у 19 років, Микола Івасюк став студентом Віденської академії мистецтв. За однією з версій, саме тоді поставив собі мету: написати картину про Богдана Хмельницького. Цій роботі віддав 20 років творчого життя.
У серпні 1885 р. — учасник мандрівки студентської молоді по Тернопільщині. Не раз приїжджав до маєтку Володислава Федоровича у село Вікно (нині Гусятинського району), де малював портрети членів його родини.
Після успішного закінчення Віденської академії, Миколу Івасюка рекомендували, як одного з найкращих художників історичного жанру, до Мюнхенської Академії мистецтв для подальшого удосконалення майстерності.
У баварській Академії мистецтв звернув на себе особливу увагу викладачів. Коли до навчального закладу прибув з візитом відомий український художник-реаліст, портретист і майстер історичних та побутових сцен Ілля Рєпін, йому представили талановитого земляка-українця Миколу Івасюка. Рєпін щиро подивувався довершеності, свіжості творів молодого художника, порадив йому повертатися до Києва. І як не раз згадувалося в західній пресі, начебто саме тоді юнак вирішив перевершити шедевр майстра, його відому картину «Запорожці пишуть листа турецькому султану». Що з часом, власне, й сталося, коли Микола Івасюк створив чудову художню композицію «В'їзд Богдана Хмельницького до Києва».
Цей період подарував українцю найдорожчих людей: побратима та кохану дружину — німкеню, сестру друга-художника. Побратимом став талановитий польський баталіст Юзеф Брандт. Юзеф був на 24 роки старшим, уроджений шляхтич. Він щоліта запрошував друзів-художників до своєї садиби в Ороньську: відпочити на природі, помалювати. Друзі-художники утворили «Вільну Ороньську Академію».
Європейська преса віщували талановитому юнакові велике майбутнє в умовах постійного проживання за кордоном. Однак художник по закінченні Мюнхенської Академії мистецтв поспішив на Буковину. Персональна виставка в Чернівцях стала першою творчою зустріччю із земляками. На суд буковинців він виставив полотна «В'їзд Богдана Хмельницького в Київ», «Богун під Берестечком», «Битва під Хотином», жанрові картини «Відпочинок», «Жнива», «Буковинець», «Мати», «Без хліба», «Бідна селянська хата» та багато інших.
1899 р. — заснував у Чернівцях художню школу для «талановитої та бідної молодіжі», якою керував аж до від'їзду у Львів 1908 року.
1910 р. — розписав стелю ощадної каси у Чернівцях (за радянської влади тут розміщувався міськком партії). Темою монументальної алегоричної композиції Івасюк обрав «Ощадливість».
Перед Першою світовою війною крайовий сейм Буковини виділив Івасюкові 1000 крон на відкриття мистецької школи. Жив він тоді в Чернівцях на вулиці Йосифа, неподалік Народного дому, де мав свої майстерні. У цьому домі мав ще одну майстерню, де працювали молоді учні, які малювали церковні образи для іконостасів, котрі завершував Івасюк. Його іконостаси є у Заставні, в Кіцмані та в деяких селах на Буковині.
Найвідоміша картина — «В'їзд Богдана Хмельницького до Києва 1649 року» (зберігається в Національному художньому музеї України), яку художник творив два десятиліття, закінчив 1912 року. Перед Першою світовою війною в Західній Україні кольорова репродукція цієї картини була майже в кожній українській хаті. Ця монументальна картина розміром 4Х6 м, є одним з найвизначніших творів українського історичного малярства і, як стверджували фахівці при відзначенні сторіччя з дня народження художника в США 1965 року, створена вона не в Львові, як вважалося раніше, а в Чернівцях на вул. Йосифа. Подібне стверджував учень майстра, митець-маляр Євсевій Ліпецький.

### Баталістичні композиції
Миколи Івасюк створив баталістичні композиції з козацьких визвольних змагань, чимало картин з боїв Українських січових стрільців, вояків Української галицької армії, оскільки гаряче підтримував бойові дії українців за свою державу, бував у фронтових частинах. На жаль, ці твори пропали при переїзді художника до Києва.
Загалом Микола Івасюк створив не менше півтисячі картин, основна частина з яких розійшлася поміж людьми, їхня доля є невідомою.
Автор полотен:
- «В'їзд Богдана Хмельницького до Києва» (1892–1912),
- «Богдан Хмельницький під Зборовом» (1892),
- «Битва під Хотином» (1903),
- «Богдан Хмельницький і кримський хан під Кам'янцем-Подільським»,
- «Іван Богун у бою під Берестечком» (1919), а також жанрових картин, портретів діячів української культури.

### Робота над поштовими марками

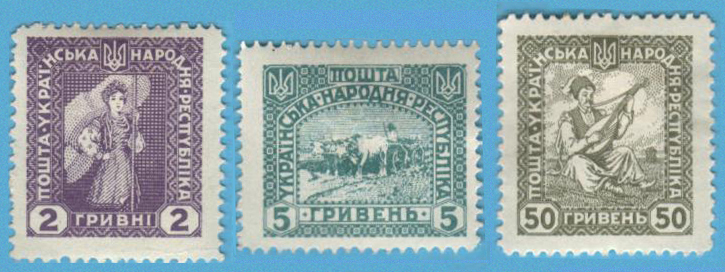
Марки «віденської серії»

1919 року, як художнику з високим міжнародним авторитетом, уряд Директорії УНР доручив Івасюку створити ескізи для поштових марок УНР. Виконав малюнки восьми з 14 марок і зробив загальне оформлення серії, що отримала назву «віденська серія». Друк марок завершили 31 травня 1921, проте у зв'язку з витісненням військ Директорії за межі України марки поштового застосування не мали.

### Після поразки національно-визвольних змагань

Микола Івасюк

Року 1926 голова Раднаркому України Влас Чубар запросив Миколу Івасюка та його учня Євсевія Ліпецького на посади професорів Київського художнього інституту. Ліпецький не прийняв запрошення і не радив Івасюкові їхати у СРСР, бо від утікачів знав про тамтешній комуністичний режим. Але Івасюк не послухав поради і, як повідомлялось у газеті «Пролетарська правда», «на запрошення уряду Української РСР наприкінці 1926 року разом із сім'єю переїхав на постійне мешкання до Києва». Йому запропонували створити низку картин на теми революційного руху в Україні. Отримали радянське громадянство, жили то в Боярці, то в Пущі–Водиці, то в Ірпені.
Художник Василь Кричевський згодом оповідав, що перед смертю Івасюк дуже бідував і був розчарований такою «Україною». Спершу майстра малярного мистецтва прославляли, але згодом, за вказівкою з Москви, стали всіляко утискати, потім перевели до Одеси, піддаючи жорсткій критиці за «буржуазні ухили» в мистецтві. З часом взагалі заборонили будь-де згадувати його прізвище.
У 1920-х створив серію кіноплакатів для ВУФКУ.
У ЛНБ збереглися листи Івасюка до Олександра Барвінського, Володимира Гнатюка, Осипа Маковея. Останній надсилав йому літературу, допомагав матеріально.

### Арешт і загибель
18 вересня 1937 р. в квартиру художника увірвалися енкаведисти зі свідками, влаштували обшук і, хоча нічого крамольного не знайшли, господаря арештували й кинули до Лук'янівської в'язниці.
2 жовтня 1937 року молодший лейтенант держбезпеки Локтєв написав постанову, в якій твердив, що Микола Іванович Івасюк є активним учасником української націоналістичної терористичної організації та агентом німецької розвідки, який нібито утримував явочні квартири німецької і гетьманської агентури.
«Звинувачений Івасюк Микола Іванович винним себе не визнав», — змушені були написати слідчі.
14 листопада 1937 р. ухвалено вирок: «Івасюка Миколу Івановича розстріляти. Особисто належне йому майно конфіскувати».
11 днів 72-літній художник чекав у камері смертників своїх катів. Вони прийшли о 24 годині 25 листопада 1937 р. За одними даними, розстріляний у Биківні, за іншими даними — у Жовтневому палаці.
Похований у Биківні.

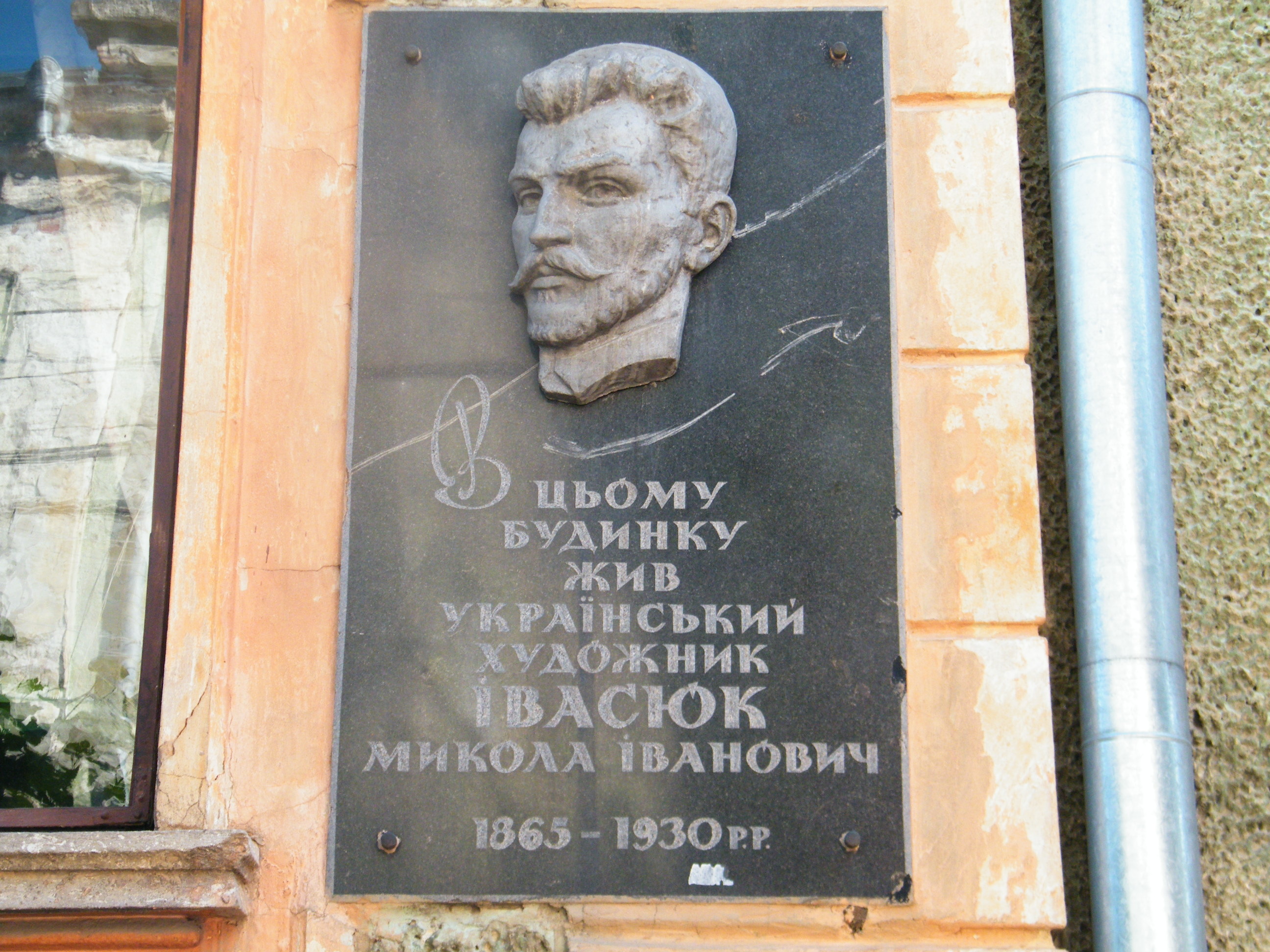
Меморіальна дошка Миколі Івасюку на вулиці Українській, 37 у Чернівцях

Меморіальна дошка у Львові на вул. Фредра, 7

Посмертно реабілітований «за відсутністю складу злочину» 1980 року.
Упродовж життя Івасюк створив понад 500 художніх шедеврів: «Богдан Хмельницький під Зборовом» (1892), «Битва під Хотином» (1903), «Іван Богун у бою під Берестечком» (1919). В Україні є не більше 15 картин Івасюка, доля більшості картин Івасюка досі невідома.

## Родина
Подружжя Івасюків мало двох доньок: Олена Івасюк (1903 р .н.) — працювала в 1920—1930-х роках в Академії Наук над укладанням німецько-українського словника та Олександра Івасюк (в одруженні Кудлай) (1908 р. н.).

## Роботи

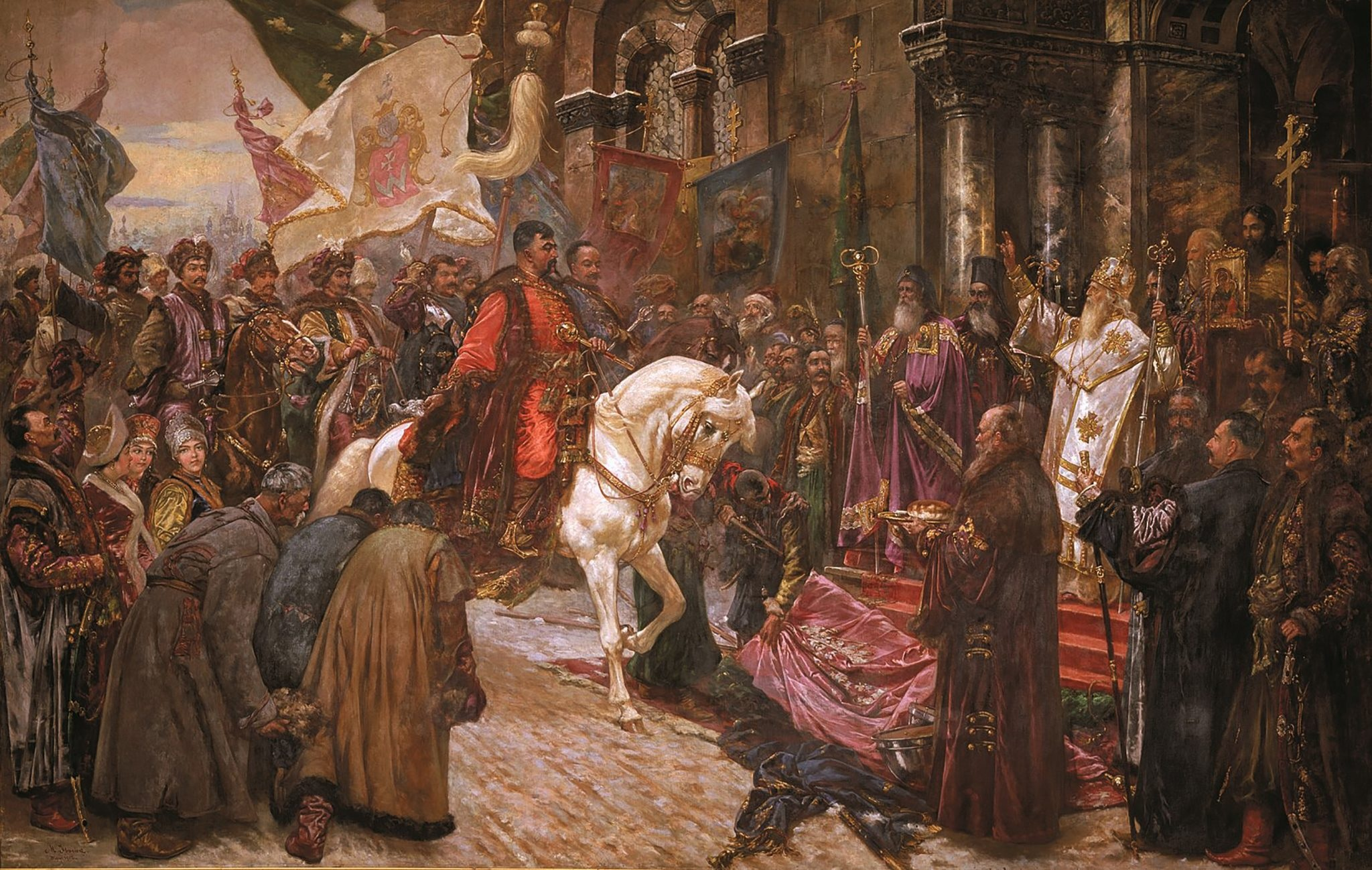
В'їзд Богдана Хмельницького до Києва (1912)
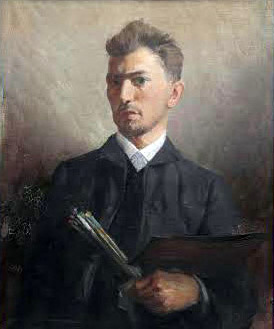
Автопортрет 1887 року